# Mértéktérelmélet
A mértéktérelmélet vagy leggyakrabban egyszerűen mértékelmélet a térelméletek egy gyakran használt, speciális fajtája, ezekben a tér (téridő) minden pontjában definiált fizikai mennyiség (mező) pontról pontra („lokálisan”) eleget tesz valamilyen „belső” (azaz, nem a téridőkoordinátákban, hanem a mező változóira elvégezhető) szimmetriacsoporttal jellemezhető szimmetriának, azaz ha elvégezzük a mértéktranszformációt – úgy, hogy a mező folytonosan differenciálható marad –, akkor az elméletből számolható fizikai mennyiségek nem változnak.

## Megmaradó mennyiségek
Ez a szimmetria a rendszer leírásában valamifajta „redundanciát”, „belső szabadsági fok” meglétét jelenti. Ha egy rendszerre fennáll valamilyen szimmetria, akkor a Noether-tételből következik valamilyen megmaradó mennyiség („Noether-töltés”) létezése.

## Kommutatív mértékcsoport
Mértéktérelméletre tipikus példa az elektrodinamika mértékszabadsága, ami az elektrosztatika esetére azt jelenti, hogy az elektrosztatikus tér potenciálja csak egy konstans erejéig van meghatározva. A potenciálból származtatható mérhető fizikai mennyiség, a feszültség ugyanis a potenciálok különbsége. A mágneses térerősség-potenciálhoz pedig tetszőleges örvénymentes vektormező adható. A Maxwell-egyenletek azután egy általánosabb mértékszabadságnak tesznek eleget, ahol egy tetszőleges megválasztható hely- és időfüggésű mértékmező deriváltjai adhatók hozzá meghatározott módon a skalár- és vektorpotenciálhoz.
Az elektrodinamika relativisztikus megfogalmazásában, amivel már a Maxwell-egyenletekkel történő leírás is ekvivalens, e két transzformációt egyetlen, a 4 dimenziós térerősségtenzoron végzett transzformáció írja le. E szimmetriából következik az elektromos töltés megmaradása. Az elektrodinamika mértékcsoportja az U(1), mivel ez kommutatív (Abel-csoport), ezért az elmélet lineáris, ezért analitikusan jól kezelhető. A kvantum-elektrodinamika esetében a linearitás és a csatolási állandó kicsi volta miatt a perturbációszámítás kiválóan működik, ellentétben a Yang-Mills elméletekkel.

### Mértékinvariancia és kölcsönhatás
A mértékinvariancia a klasszikus (nemkvantumos) elektrodinamikában az elektromágneses teret leíró potenciálterek tulajdonsága. A kvantum-elektrodinamika ezek kvantálásával írja le a fotont. Kiterjeszti a mértékszabadságot az anyagi részecskéket leíró terekre is, és a lokalitás megkövetelése miatt új, kölcsönhatási kifejezések lépnek fel az anyagi és a sugárzási tér, azaz a foton és az elektron között. Azaz a foton, mint a sugárzási tér kvantumrészecskéje az elektromágneses kölcsönhatás közvetítő részecskéje.
Az U(1)-csoport transzformációi egydimenziós téren, egy komplex fázistéren hatnak, ezért egyféle töltés (előjeles és additív a kommutativitás miatt) a megmaradó mennyisége. A csoport transzformációi maguk is egy egydimenziós teret feszítenek ki, mert egyféle töltés közötti átmeneteket írnak le, ezért egyféle kölcsönhatás, egyféle közvetítő részecske létezik, a foton.

## Nemkommutatív mértékcsoport
A nemabeli (nem kommutatív) mértékcsoporton alapuló, s emiatt nemlineáris lokális mértékelméleteket Yang–Mills-elméleteknek nevezik. Ezen mértéktérelméletek bizonyos kvantált változatai, például az SU(2)×U(1) mértékcsoportra épülő elektrogyenge kölcsönhatás elmélete, illetve az SU(3) mértékcsoportra épülő kvantum-színdinamika elmélete, kísérletileg és elméletileg is rendkívül sikereseknek bizonyultak a természet leírásában. Ezért a fizikusok az összes kölcsönhatást együttesen leírni képes egyesített elmélet kutatásában a mértéktérelméleteket alapvető jelentőségűeknek tartják. (Lásd húrelméletek, szuperszimmetrikus elméletek )

### Mértékinvariancia és kölcsönhatás
A mértékcsoport nemabeli jellege miatt itt – az általános kvantumtérelméletben – a sugárzási tér önkölcsönhatása is megjelenik. Az anyagi terekre megkövetelt mértékszabadság miatt a kvantumelektrodinamikához hasonló kölcsönhatási tagok jelennek meg a sugárzási és anyagi terek között. A mértékcsoportot az anyagi terek közötti transzformációként definiáljuk – ez a mértékcsoport definiáló ábrázolása – és annyiféle töltés, vagy inkább annyi dimenziójú a töltés, amekkora a definiáló ábrázolás dimenziója. SU(n) csoport esetén ez n, azaz az SU(3) által definiált kvantum-színdinamika három töltésállapottal, három színnel ruházhatja fel az anyagi tereket, a kvarkokat.
Három töltésállapot között 3×3-1=8 – egyet a triviális, azaz mindent saját magába vivő átmenet elhagyása miatt kell levonni – transzformáció lehetséges, azaz a transzformációs teret – amit adjungált ábrázolásnak nevezünk – nyolc alaptranszformáció (generátor) feszíti ki. Ezek mindegyikének megfelel egy kölcsönhatási részecske, amit a foton analógiájára kapunk a sugárzási tér kvantálásakor. A kvantumszíndinamika esetén ez a nyolc gluon.
A gyenge kölcsönhatás mértékcsoportja, az SU(2) a kétdimenziós gyenge izospin-téren definiálható és 2×2-1=3 közvetítő részecskéje, a három gyenge mértékbozon, a Z-bozon és a két W-bozon közvetíti a kölcsönhatást. Ami így nem pontos, mert ha csak így lenne, akkor például a W-bozonoknak nem lenne elektromos töltésük, pedig van. Valójában az elektrogyenge kölcsönhatás mértékcsoportja az SU(2)×U(1)Y, s ez spontán sérül a Higgs-mechanizmus útján az U(1)Q csoportra,- azaz a két U(1) csoport nem azonos – s eközben nyernek a végső, általunk megfigyelhető gyenge bozonok töltést.

## Renormálhatóság
Gerardus ’t Hooft általánosan bebizonyította a mértékelméletek renormálhatóságát.

### Angolul
- George Svetlichny, Preparation for Gauge Theory, an introduction to the mathematical aspects
- David Gross, Gauge theory – Past, Present and Future, notes from a talk
- Ta-Pei Cheng – Ling-Fong Li: Gauge Theory of Elementary Particle Physics. (angolul) (hely nélkül): Clarendon Press. 1984.  = Oxford science publications,  ISBN 0198519613

### Magyarul
- Mértékelméletek (ELTE)